# Leatherheads
Leatherheads (br: O Amor não tem Regras) é um filme de comédia estadunidense de 2008, dirigido e estrelado por George Clooney. O filme também é estrelado por Renée Zellweger, Jonathan Pryce e John Krasinski e se concentra nos primeiros anos do futebol americano profissional.

## Elenco
- George Clooney ...Jimmy "Dodge" Connelly
- Renée Zellweger ...Lexie Littleton
- John Krasinski ...Carter Rutherford
- Jonathan Pryce ...CC
- Stephen Root ...Suds
- Wayne Duvall ...treinador Frank Ferguson
- Keith Loneker ...Big Gus
- Malcolm Goodwin ...Bakes
- Matt Bushell ...Curly
- Tim Griffin ...Ralph
- Robert Baker ...Stump
- Nick Paones ...Zoom
- Nick Bourdages ...Bug
- Jeremy Ratchford ...Eddie
- Alex Via ...Scoreboard Keeper
- Cody Froelich ...Scoreboard Keeper
- Max Casella ...Mack Steiner
- Jack Thompson ...Harvey
- Bill Roberson ...Mr. Dunn
- Blake Clark ... Chicago Referee
- Marian Seldes ...Clerk
- Thomas Francis Murphy ...Cook
- Ledisi Young ... cantor de Blues (canção "The Man I Love")

## Recepção
O filme recebeu críticas mistas dos críticos. O Rotten Tomatoes informou que 53% dos críticos deram críticas positivas ao filme, com base em 163 avaliações. No Metacritic o filme teve uma pontuação média de 57 em 100, com base em 32 reviews.